# Goin (Moselle)
Pour les articles homonymes, voir Goin.
Goin est une commune française située dans le département de la Moselle, en région Grand Est.

## Géographie
Goin est un petit village du Nord-Est de la France. Il est situé dans le département de la Moselle (57), à une dizaine de kilomètres de la préfecture Metz, à proximité de l'aéroport de Metz-Nancy-Lorraine dont une partie se trouve sur le territoire de la commune.

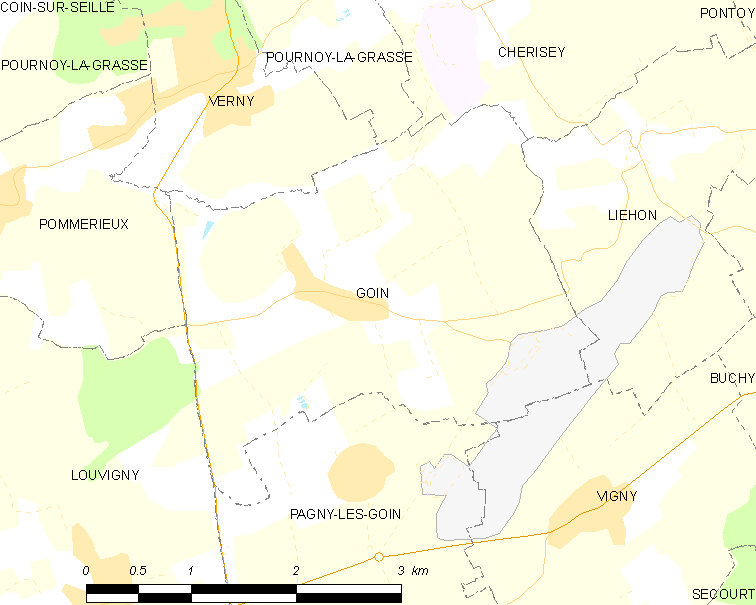
Carte de la commune.

|            | Verny Pournoy-la-Grasse | Cherisey |
| Pommérieux | Goin                    | Liéhon   |
| Louvigny   | Pagny-lès-Goin          | Vigny    |

### Hydrographie
La commune est située dans le bassin versant du Rhin au sein du bassin Rhin-Meuse. Elle est drainée par le ruisseau de Verny, le ruisseau de Goin et le ru de Cumine.
Le ruisseau de Verny, d'une longueur totale de 10,8 km, prend sa source dans la commune de Silly-en-Saulnois et se jette  dans la Seille à Pommérieux en limite et face à Sillegny, après avoir traversé sept communes.

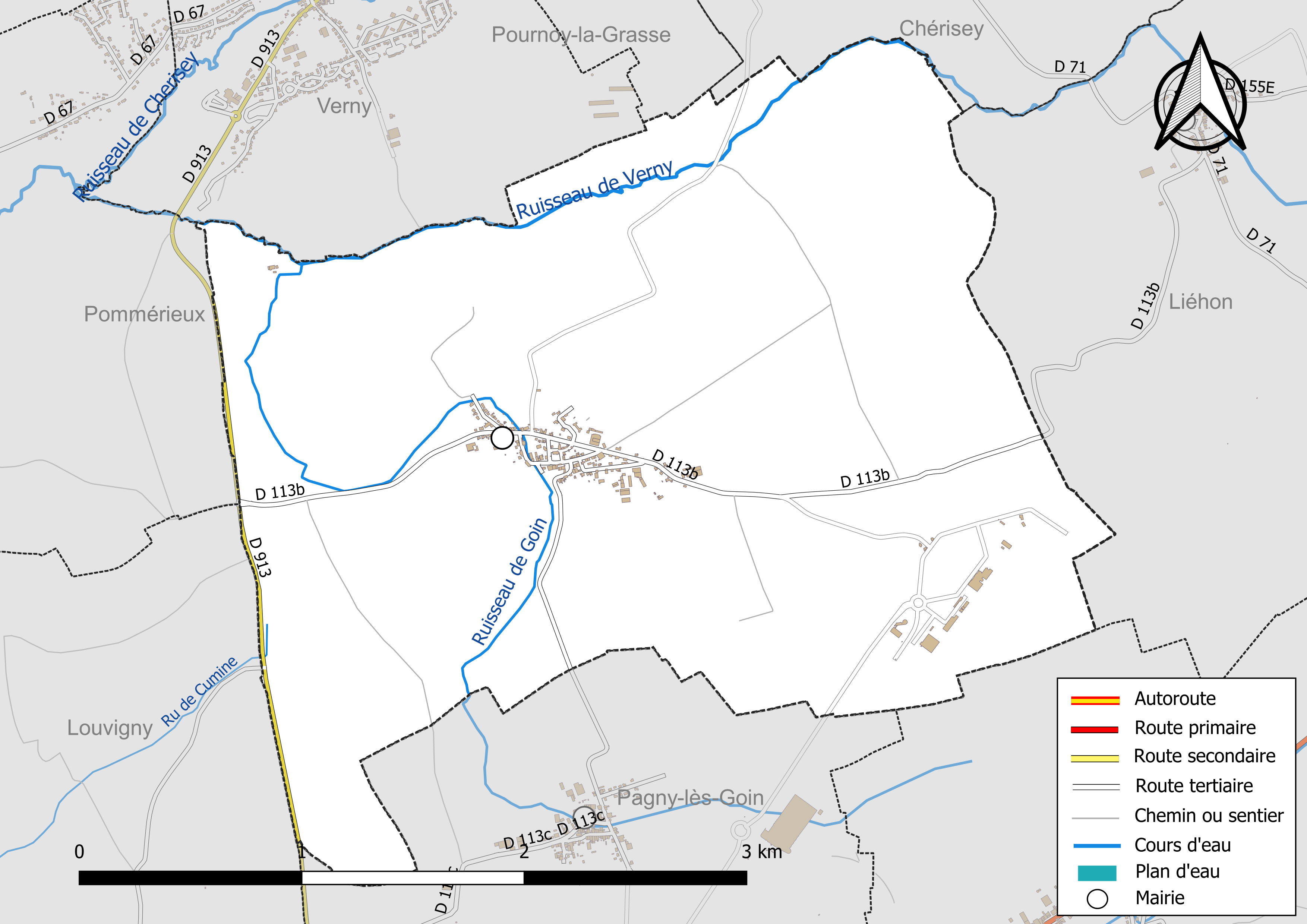
Réseaux hydrographique et routier de Goin.

La qualité des eaux des principaux cours d’eau de la commune, notamment du ruisseau de Verny, peut être consultée sur un site spécial géré par les agences de l’eau et l’Agence française pour la biodiversité.

### Climat
Pour des articles plus généraux, voir Climat du Grand Est et Climat de la Moselle.
En 2010, le climat de la commune est de type climat océanique dégradé des plaines du Centre et du Nord, selon une étude du Centre national de la recherche scientifique s'appuyant sur une série de données couvrant la période 1971-2000. En 2020, Météo-France publie une typologie des climats de la France métropolitaine dans laquelle la commune est exposée à un climat semi-continental et est dans la région climatique  Lorraine, plateau de Langres, Morvan, caractérisée par un hiver rude (1,5 °C), des vents modérés et des brouillards fréquents en automne et hiver. 
Pour la période 1971-2000, la température annuelle moyenne est de 9,8 °C, avec une amplitude thermique annuelle de 16,8 °C. Le cumul annuel moyen de précipitations est de 781 mm, avec 11,7 jours de précipitations en janvier et 9,1 jours en juillet. Pour la période 1991-2020, la température moyenne annuelle observée sur la station météorologique installée sur la commune est de 10,7 °C et le cumul annuel moyen de précipitations est de 678,8 mm. 
La température maximale relevée sur cette station est de 39,5 °C, atteinte le 24 juillet 2019 ; la température minimale est de −16,3 °C, atteinte le 2 janvier 1997,,. 
| Mois                                  | jan.             | fév.           | mars          | avril         | mai             | juin          | jui.           | août           | sep.          | oct.          | nov.             | déc.           | année      |
| ------------------------------------- | ---------------- | -------------- | ------------- | ------------- | --------------- | ------------- | -------------- | -------------- | ------------- | ------------- | ---------------- | -------------- | ---------- |
| Température minimale moyenne (°C)     | −0,5             | −0,1           | 2,1           | 4,9           | 8,8             | 12,1          | 14,2           | 14,1           | 10,5          | 7,2           | 3,3              | 0,6            | 6,4        |
| Température moyenne (°C)              | 2,1              | 3,2            | 6,5           | 10,1          | 14,1            | 17,6          | 19,7           | 19,4           | 15,3          | 11            | 6                | 3              | 10,7       |
| Température maximale moyenne (°C)     | 4,7              | 6,5            | 10,9          | 15,4          | 19,3            | 23,1          | 25,1           | 24,8           | 20,2          | 14,9          | 8,8              | 5,3            | 14,9       |
| Record de froid (°C) date du record   | −16,3 02.01.1997 | −15,9 07.02.12 | −15 01.03.05  | −5,8 08.04.03 | −0,6 05.05.1996 | 3 04.06.01    | 6,8 09.07.1996 | 4,9 28.08.1998 | 2,1 26.09.18  | −4,9 29.10.12 | −12,6 23.11.1998 | −15,3 26.12.10 | −16,3 1997 |
| Record de chaleur (°C) date du record | 15,5 05.01.1999  | 20,6 27.02.19  | 24,8 31.03.21 | 28 20.04.18   | 32,9 29.05.17   | 36,4 26.06.19 | 39,5 24.07.19  | 38,8 08.08.03  | 33,6 15.09.20 | 28 13.10.23   | 23,3 02.11.20    | 16,8 17.12.19  | 39,5 2019  |
| Ensoleillement (h)                    | 509              | 844            | 1 635         | 2 019         | 2 217           | 234           | 2 578          | 2 211          | 189           | 1 068         | 555              | 462            | 18 326     |
| Précipitations (mm)                   | 52,7             | 47,7           | 46,8          | 39,9          | 63,6            | 56,5          | 64             | 60,2           | 59,3          | 61,2          | 60,4             | 66,5           | 678,8      |

| Diagramme climatique                                  |             |             |             |             |              |            |              |              |             |            |            |
| J                                                     | F           | M           | A           | M           | J            | J          | A            | S            | O           | N          | D          |
| 4,7−0,552,7                                           | 6,5−0,147,7 | 10,92,146,8 | 15,44,939,9 | 19,38,863,6 | 23,112,156,5 | 25,114,264 | 24,814,160,2 | 20,210,559,3 | 14,97,261,2 | 8,83,360,4 | 5,30,666,5 |
| Moyennes : • Temp. maxi et mini °C • Précipitation mm |             |             |             |             |              |            |              |              |             |            |            |

Les paramètres climatiques de la commune ont été estimés pour le milieu du siècle (2041-2070) selon différents scénarios d'émission de gaz à effet de serre à partir des nouvelles projections climatiques de référence DRIAS-2020. Ils sont consultables sur un site spécial publié par Météo-France en novembre 2022.

## Urbanisme

### Typologie
Au 1er janvier 2024, Goin est catégorisée commune rurale à habitat dispersé, selon la nouvelle grille communale de densité à sept niveaux définie par l'Insee en 2022.
Elle est située hors unité urbaine. Par ailleurs la commune fait partie de l'aire d'attraction de Metz, dont elle est une commune de la couronne,. Cette aire, qui regroupe 245 communes, est catégorisée dans les aires de 200 000 à moins de 700 000 habitants,.

### Occupation des sols
L'occupation des sols de la commune, telle qu'elle ressort de la base de données européenne d’occupation biophysique des sols Corine Land Cover (CLC), est marquée par l'importance des territoires agricoles (89,7 % en 2018), une proportion sensiblement équivalente à celle de 1990 (90,4 %). La répartition détaillée en 2018 est la suivante : 
terres arables (56,6 %), prairies (33,2 %), zones industrielles ou commerciales et réseaux de communication (7,2 %), zones urbanisées (3,1 %). L'évolution de l’occupation des sols de la commune et de ses infrastructures peut être observée sur les différentes représentations cartographiques du territoire : la carte de Cassini (XVIIIe siècle), la carte d'état-major (1820-1866) et les cartes ou photos aériennes de l'IGN pour la période actuelle (1950 à aujourd'hui).

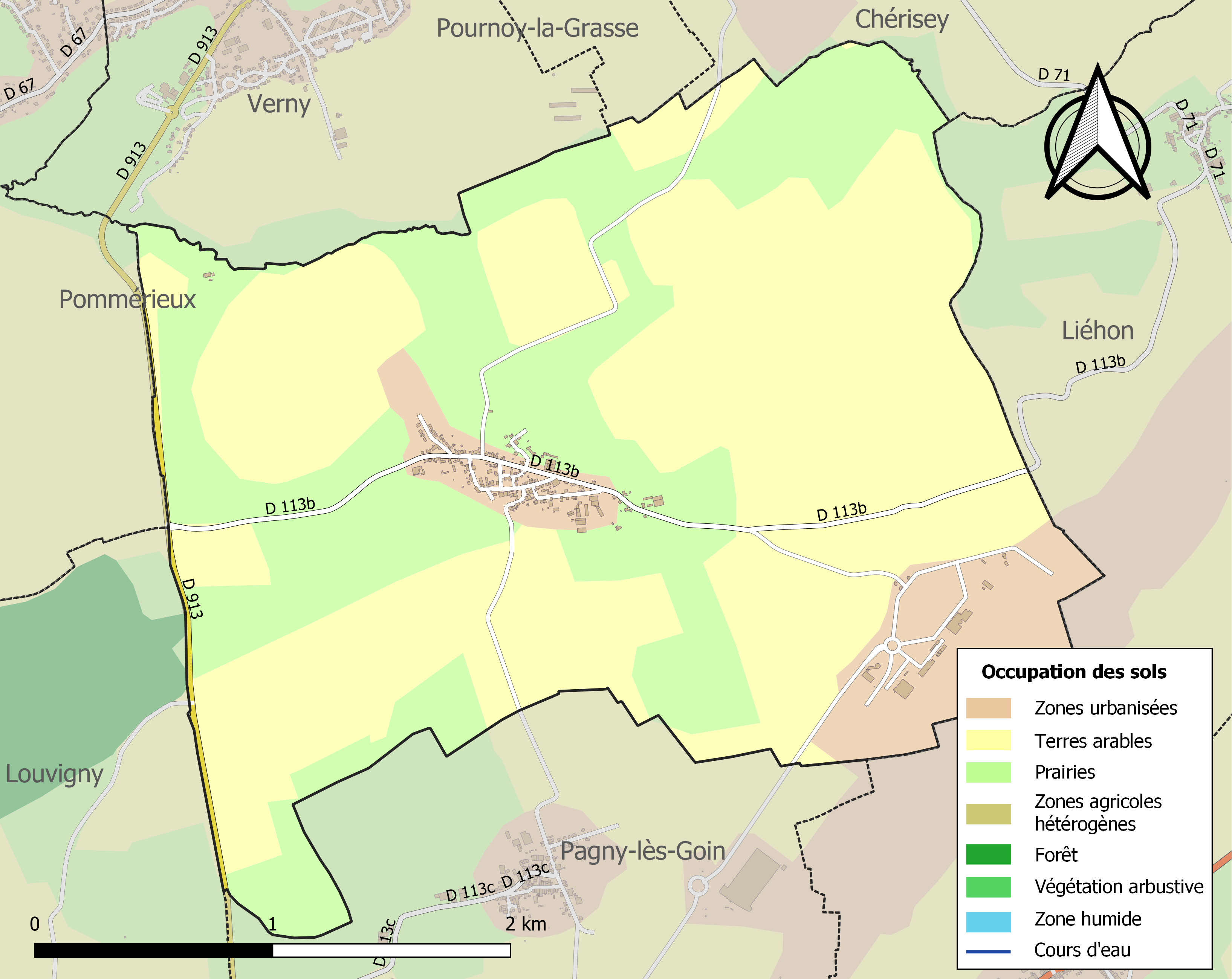
Carte des infrastructures et de l'occupation des sols de la commune en 2018 (CLC).

## Toponymie
- D'un nom de personne germanique Godingus[14]. Ou d'un nom de personne, Godo, suivi du suffixe -ing.
- Anciens noms[15] : Goddinga (805) ; Goonc (1157) ; Guenc (1186) ; Goins (1404) ; Going (1544) ; Goyng (XVIIe siècle) ; Göhn (1915-1918) ; Godingen (1940-1944).

## Histoire
- Appelé Goddinga Villa[16] sous les Gallo-romains. Goin était une enclave lorraine dans le Saulnois. Seigneurie et justice sous la prévôté d'Amance. La seigneurie relevait de la famille de Commercy, puis du duc de Lorraine, Charles III de Lorraine.
- Était siège d'une paroisse de l'archiprêtré de Nomeny dépendant de l'ancienne abbaye Saint-Martin-lez-Metz, puis du chapitre de la primatiale de Nancy.
- Le château a soutenu plusieurs sièges, fut pris en 1427 par Charles de Lorraine, dans la guerre que les Messins eurent à soutenir pour l'abbé de Saint-Martin en 1590. Les Messins qui, dans la guerre de la ligue, s'étaient déclarés pour Henri IV, enlevèrent au duc de Lorraine ce château, où ils trouvèrent des approvisionnements considérables[17].
- De 1790 à 2015, Goin était une commune de l'ex-canton de Verny.

### Canton de Goin
L'ancien canton de Goin comprenait les communes de : Alémont, Cheminot, Chérisey, Chesny, Fleury, Goin, Liéhon, Longeville-lez-Cheminot, Louvigny, Orny, Pagny-lez-Goin, Pommerieux, Pouilly, Pournoy-la-Grasse, Saint-Jure, Verny et Vigny.

## Politique et administration
| Période                                  | Période  | Identité          | Étiquette | Qualité |
| ---------------------------------------- | -------- | ----------------- | --------- | ------- |
| avant 1981                               | 1983     | Georges Vuillaume |           |         |
| mars 1983                                | En cours | Jean-Marc Remy    |           |         |
| Les données manquantes sont à compléter. |          |                   |           |         |

## Démographie
L'évolution du nombre d'habitants est connue à travers les recensements de la population effectués dans la commune depuis 1793. Pour les communes de moins de 10 000 habitants, une enquête de recensement portant sur toute la population est réalisée tous les cinq ans, les populations de référence des années intermédiaires étant quant à elles estimées par interpolation ou extrapolation. Pour la commune, le premier recensement exhaustif entrant dans le cadre du nouveau dispositif a été réalisé en 2008.

En 2022, la commune comptait 352 habitants, en évolution de +5,71 % par rapport à 2016 (Moselle : +0,52 %, France hors Mayotte : +2,11 %).
| 1793 | 1800 | 1806 | 1821 | 1836 | 1841 | 1861 | 1866 | 1871 |
| ---- | ---- | ---- | ---- | ---- | ---- | ---- | ---- | ---- |
| 503  | 509  | 478  | 503  | 590  | 528  | 510  | 502  | 452  |

| 1875 | 1880 | 1885 | 1890 | 1895 | 1900 | 1905 | 1910 | 1921 |
| ---- | ---- | ---- | ---- | ---- | ---- | ---- | ---- | ---- |
| 457  | 449  | 431  | 403  | 373  | 361  | 369  | 402  | 354  |

| 1926 | 1931 | 1936 | 1946 | 1954 | 1962 | 1968 | 1975 | 1982 |
| ---- | ---- | ---- | ---- | ---- | ---- | ---- | ---- | ---- |
| 331  | 324  | 316  | 264  | 248  | 247  | 277  | 250  | 258  |

| 1990 | 1999 | 2006 | 2008 | 2013 | 2018 | 2022 | - | - |
| ---- | ---- | ---- | ---- | ---- | ---- | ---- | - | - |
| 261  | 288  | 313  | 323  | 326  | 337  | 352  | - | - |

## Lieux et monuments
- Aéroport Metz-Nancy-Lorraine.
- Vestiges gallo-romains au lieu-dit la Botte.
- Château du XVe siècle, remanié au XVIe siècle (fenêtres Renaissance carrées ayant perdu leurs meneaux croisés) et au XVIIIe siècle (façade sur jardins, grand escalier et sa rampe en fer forgé, intérieurs).

### Édifices religieux
- Église Saint-Martin, XVIIIe siècle, remaniée 1903.
- Calvaires en pierre.
- Croix de chemin 1849.

## Personnalités liées à la commune
- Charles Cuny (1811-1858) : explorateur français.

## Goin dans la littérature
Le château de Goin apparait dans plusieurs romans d'Anne Villemin Sicherman : "1789 Rumeurs", "1792 la femme rouge", et "la dernière chance d'Éléonore"